# Triángulo ixil
El triángulo Ixil es un concepto que se refiere al sector en donde se ubica la comunidad Ixil de Guatemala. Se utilizó el término de «triángulo» debido a que el mapa forma un triángulo que conecta con los municipios. 
El triángulo Ixil es un término militar que se utilizó durante los enfrentamientos control el pueblo Ixil —ubicados en tres municipios del departamento de Quiché—. El «triángulo» abarca más de 2,300 kilómetros cuadrados al norte, en donde se encuentran Santa María Nebaj, San Juan Cotzal y San Gaspar Chajul.
Durante el período de Rios Montt se diseñó un proyecto llamado «Plan Nacional de Seguridad y Desarrollo»—, en donde se crearon las Patrullas de Auto Defensa Civil (PAC) y los Polos de Desarrollo, ambos con funciones específicas:
- En la primera, se reclutaban —de manera forzada—, a pobladores a participar con el ejército durante las luchas de aquellos años.
- La segunda, era la formación de agrupaciones de pobladores en «aldeas modelo», en donde se diseñaban para controlar mejor a la población.

En aquellos años, la comunidad Ixil se consideró enemiga y se les convirtió en un blanco, dedicándose a destruir las organizaciones sociales —catalogadas como potencial amenaza.
Desde entonces, el pueblo Ixil es una de las comunidades étnicas con el menor número de habitantes. Este patrón histórico se presenta desde la época prehispánica hasta la actualidad. De hecho, destaca que muchos de los miembros son sobrevivientes de las masacres y despojos de tierras.